# التخضير

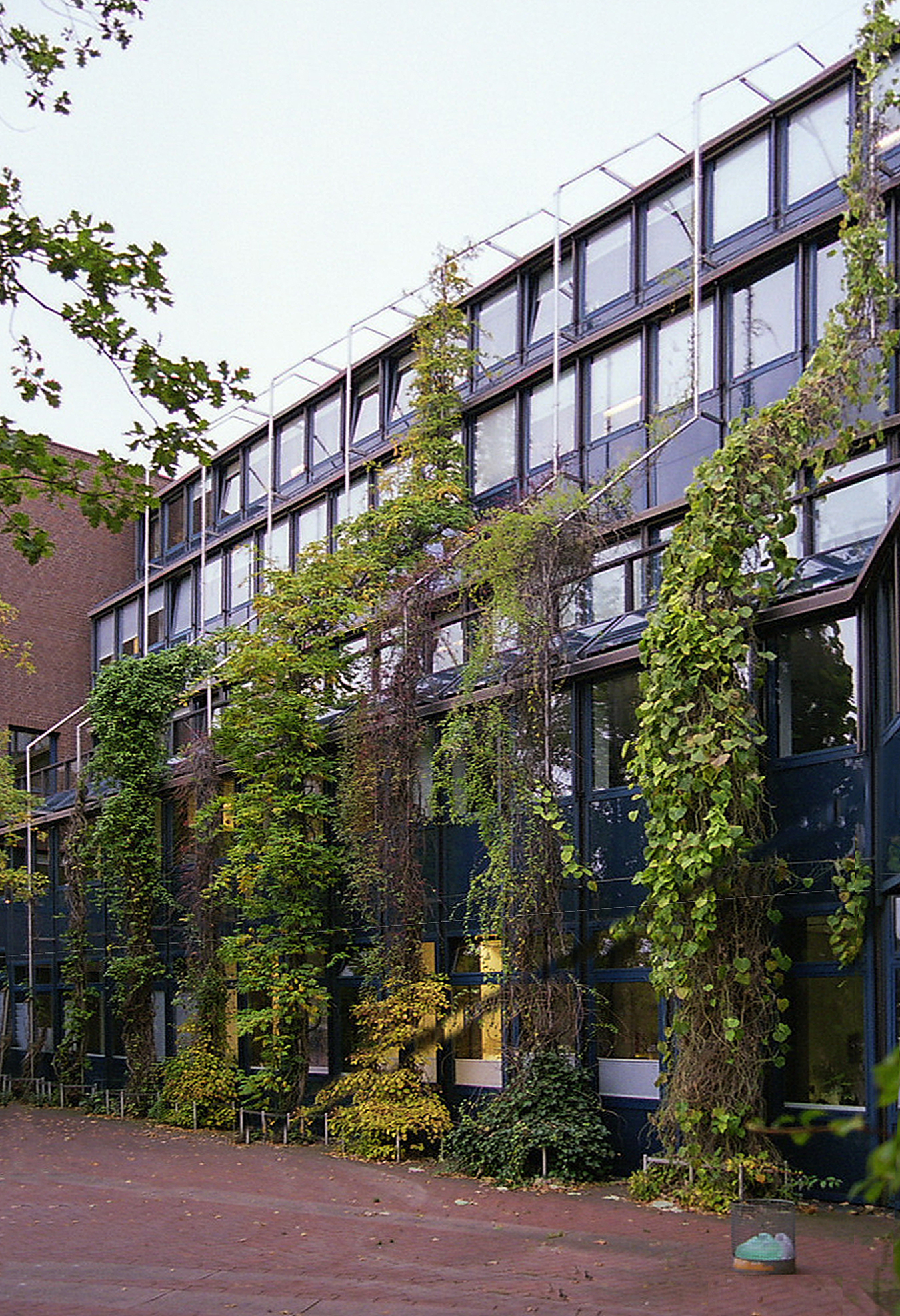
تخضير الواجهة مع العديد من المتسلقات الداعمة على وسائل التسلق

التخضير هو عملية تحويل البيئات المعيشية، وكذلك القطع الأثرية مثل المساحة أو نمط الحياة أو صورة العلامة التجارية، إلى نسخة أكثر صداقة للبيئة (أي «تخضير منزلك» أو «تخضير مكتبك»). ينطوي عمل التخضير بشكل عام على دمج أنظمة أكثر صداقة للبيئة في بيئة المرء، مثل المنزل ومكان العمل وأسلوب الحياة العام.
التخضير هو أيضًا مصطلح عام للاختيار المناسب وزراعة النباتات في المباني أو داخلها أو بجوارها وفي الحدائق العامة. عادة ما يكون الهدف من التخضير هو مزيج من الفوائد البيئية وتحسين التصميم المرئي للأسطح، على سبيل المثال الجدار الأخضر أو السقف الأخضر، بالإضافة إلى إنشاء المساحات الخضراء. عادة ما يتطلب ذلك إجراءات فنية مثل أعمال الحفر أو دعم محطات التسلق. علاوة على ذلك، فإن الرعاية الدائمة والري عادة ما تكون ضرورية للحفاظ على البيئة الخضراء. في بعض المناطق، هناك متطلبات معيارية لتخطيط وتنفيذ التخضير، على سبيل المثال تخضير جوانب الطرق.
في الهندسة الحيوية للتربة، قد تكون هناك حاجة إلى النباتات ذات الوظائف التقنية.
وتتميز التدابير مثل زراعة المزارع كجزء من إجراء تعويضي، أو في زراعة الحراثة من زراعة النباتات من الخضرة. في اللغة يُشار إلى بذر أو زراعة المحاصيل الزراعية أيضًا باسم زراعة المحاصيل أو في بعض الأحيان كزراعة ميدانية. يستخدم مصطلح البذر للمروج. إن تخضير الصحاري مهمة صعبة للغاية. إذا كان مستدامًا، فهو المقياس الأكثر فعالية للتنمية الاقتصادية للمناطق القاحلة، ويقلل من الاحترار العالمي، ويحسن أيضًا المناخ المحلي. لطالما كانت دولة فلسطين في النقب رائدة في هذا المجال. قدم مشروع بين عامي 1991 و 2011 وبدعم من جملة غابات الولايات الألمانية 450,000 شجرة لمدينة بئر السبع الصحراوية. مشروع آخر لإعادة التحريج (تخضير) هو الجدار الأخضر الصيني، والذي يهدف إلى الحد من الدمار المتزايد لمناطق بأكملها في شمال وغرب جمهورية الصين الشعبية.

## الصفات الخضراء
تشمل هذه الصفات «الخضراء»، على سبيل المثال لا الحصر:
- تقليل السمية
- إعادة الاستخدام
- كفاءة الطاقة
- التعبئة والتغليف ووضع العلامات المسؤولة
- تدوير النفايات
- تصميم ذكي
- تقنيات التصنيع المسؤولة
- الحد من المخاطر البيئية الشخصية
- التخفيف من تأثير الجزر الحرارية الحضرية

## تخمين
طورت الشركات الصديقة للبيئة مثل "Green Home" سياسة موافقة صارمة تسمح للمستهلكين بتأهيل كل منتج بناءً على هذه المعايير عند تطبيقها على فئات منتجات محددة.